# بيل كارلسون
بيل كارلسون (بالإنجليزية: Bill Carlson)‏ هو صحفي أمريكي، ولد في 1 نوفمبر 1934، وتوفي في 29 فبراير 2008 بسبب سرطان البروستاتا.